# Honda Indy 200 at Mid-Ohio 2014
Das Honda Indy 200 at Mid-Ohio 2014 fand am 3. August auf dem Mid-Ohio Sports Car Course in Lexington, Ohio, Vereinigte Staaten statt und war das 15. Rennen der IndyCar Series 2014.

## Berichte

### Hintergrund
Nach dem Honda Indy Toronto führte Hélio Castroneves in der Fahrerwertung mit dreizehn Punkten Vorsprung auf Will Power und mit 69 Punkten Vorsprung auf Ryan Hunter-Reay.
Es gab eine Veränderungen im Starterfeld. Rahal Letterman Lanigan Racing verzichtete planmäßig auf den Einsatz eines zweiten Fahrzeugs für Luca Filippi und trat nur noch mit einem Fahrzeug an.
Mit Scott Dixon (viermal), Castroneves (zweimal), Juan Pablo Montoya, Ryan Briscoe und Charlie Kimball (jeweils einmal) traten fünf ehemalige Sieger zu diesem Rennen an. Bei sechs der letzten sieben Rennen gewann ein Fahrer von Chip Ganassi Racing.

### Training
Es fanden drei Trainingssitzungen à 45 Minuten statt, zwei am Freitag, eine am Samstag. Im ersten Training war Hunter-Reay der Schnellste vor Simon Pagenaud und Dixon. Mehrere Fahrer fuhren nur wenige Runden. Pagenaud absolvierte nur sechs Stück. Dixon war nur in den letzten zehn Minuten auf der Strecke. Nur Sébastien Bourdais und Graham Rahal fuhren mindestens 20 Runden. Der geringe Betrieb wurde durch weniger Reifensätze ausgelöst. Firestone hatte statt sechs Reifensätzen – wie bisher üblich bei Veranstaltungen mit drei Trainings – nur fünf Reifensätze pro Fahrzeug bereitgestellt.
Im zweiten freien Training gab es etwas mehr Betrieb auf der Strecke. Bourdais erzielte die schnellste Runde. Carlos Muñoz wurde Zweiter, Takuma Satō Dritter. Das Training wurde in der Mitte unterbrochen, nachdem Pagenaud in der vierten Kurve im Kiesbett stecken geblieben war. Nachdem Carlos Huertas sich kurz vor Ende gedreht hatte und vor der letzten Kurve stehen geblieben war, wurde das Training vorzeitig abgebrochen.
Im dritten freien Training fuhr Hunter-Reay erneut die schnellste Runde. Dixon wurde Zweiter vor Justin Wilson. Das Training wurde nach einem Ausrutscher von Sebastián Saavedra in der zwölften Kurve kurzzeitig unterbrochen.

### Qualifying
Das Qualifying fand unter nassen Bedingungen statt.
Der erste Abschnitt des Zeittrainings wurde nach dem üblichen Qualifying-System für Straßenkurse in zwei Gruppen ausgetragen. Die sechs schnellsten Piloten jeder Gruppe kamen ins zweite Segment. Die restlichen Startpositionen wurden aus dem Ergebnis des ersten Qualifyingabschnitts bestimmt, wobei den Fahrern der ersten Gruppe die ungeraden Positionen ab 13, und den Fahrern der zweiten Gruppe die geraden Positionen ab 14 zugewiesen wurden. In der ersten Gruppe fuhr Montoya die schnellste Runde, in der zweiten Gruppe war Hunter-Reay der schnellste Pilot. In der ersten Gruppe drehte sich Satō ausgangs der fünften Kurve und löste damit eine Unterbrechung aus. Ihm wurde die beste Zeit gestrichen, sodass er schließlich ohne Zeit war. Auch Briscoe sorgte für eine Unterbrechung und wurde die Zeit gestrichen. In der zweiten Gruppe rutschte Dixon in der neunten Kurve in die Wiese, sodass das Qualifying unterbrochen wurde. Auch ihm wurde die beste Zeit gestrichen, sodass er ohne Zeit war und damit den letzten Startplatz belegte.
Im zweiten Segment der Qualifikation qualifizierten sich die sechs schnellsten Fahrer für den finalen Abschnitt. Montoya rutschte in der ersten Kurve aus und sorgte damit für eine Unterbrechung. Ihm wurde die schnellste Runde gestrichen und er lag somit schlussendlich auf dem elften Platz. Bourdais erzielte die schnellste Rundenzeit. Neben ihm schafften es Hunter-Reay, Tony Kanaan, Muñoz, Josef Newgarden und Power in den dritten Teil des Qualifyings, die sogenannten Firestone Fast Six.
Im dritten Teil war es trockner als zuvor, aber immer noch so nass, dass die Fahrer Regenreifen verwendeten. Bourdais fuhr schließlich die schnellste Zeit und erzielte die Pole-Position vor Newgarden und Kanaan. Mit seiner 33. Pole-Position zog Bourdais in der ewigen Bestenliste mit Dario Franchitti gleich auf Platz sieben.

### Abschlusstraining
Im Abschlusstraining am Sonntagmorgen war Bourdais der Schnellste vor Saavedra und Hunter-Reay.

### Rennen
Castroneves hatte noch vor dem Start Probleme mit dem Motormapping. Er nahm das Rennen mit vier Runden Rückstand auf und behielt diesen bis zum Rennende.
Bereits in der ersten Runde kam es zu einem Unfall, der eine Gelbphase auslöste. Kanaan wurde durch Newgarden eingeklemmt und drehte sich. Marco Andretti und Satō waren in den Zwischenfall verwickelt. Für Kanaan und Andretti war das Rennen nach diesem Zwischenfall beendet. Es war die erste Gelbphase beim IndyCar-Rennen in Mid-Ohio seit 2011. Nach dem Restart bestimmte Bourdais die Anfangsphase. Er führte vor Newgarden und Hunter-Reay. Dixon ging in der Anfangsphase zweimal an die Box und absolvierte in dieser Zeit die notwendigen Runden auf der härteren Black-Reifenmischung. Im ersten Renndrittel schied Saavedra mit einem technischen Defekt aus. Bei der ersten Boxenstoppphase übernahm Hunter-Reay für zwei Runden die Führung. Anschließend lag Bourdais wieder vorne. Hunter-Reay überschritt die Geschwindigkeitsbegrenzung in der Boxengasse und erhielt dafür eine Durchfahrtsstrafe.
Kurz nachdem Dixon einen Boxenstopp absolviert hatte, drehte sich Hunter-Reay in der zwölften Kurve und löste damit eine Gelbphase aus. Nachdem alle anderen Fahrer an der Box gewesen waren, führte Dixon, der vom letzten Platz gestartet war, das Rennen an. Dixon behielt die Führung beim Restart und schaffte es anschließend, Treibstoff zu sparen und dabei trotzdem noch schnelle Runden an der Spitze zu fahren. Nach der 61. Runde ging er zu seinem letzten Stopp an die Box. Dabei übernahm Newgarden für drei Runden die Führung. Bei seinem letzten Boxenstopp vergab Newgarden eine Chance auf den Sieg, nachdem er in der Box über einen Schlauch gefahren und dafür eine Durchfahrtsstrafe erhalten hatte.
Bourdais und James Hinchcliffe übernahmen kurzzeitig die Führung, bevor Dixon erneut führte. Dixon gab die Führung nicht mehr ab und lag trotz Start vom letzten Platz bei der Hälfte aller Runden in Führung.
Dixon gewann somit zum fünften Mal in Mid-Ohio. Es war der erste Sieg von Ganassi in der Saison 2014 und der erste nach dem Wechsel von Honda- auf Chevrolet-Motoren. Mit seinem 34. IndyCar-Sieg zog Dixon in der ewigen Bestenliste mit Al Unser jr. auf Platz sechs gleich. Es war das erste Mal, dass bei einem IndyCar-Rennen in Mid-Ohio ein Fahrer gewann, der außerhalb der Top 8 gestartet war. Bourdais wurde Zweiter vor Hinchcliffe, Muñoz und Rahal. Power, Kimball, Briscoe, Pagenaud und Hunter-Reay.
In der Fahrerwertung ging Power wieder in Führung vor Castroneves und Hunter-Reay. 13 Fahrer hatten nach dem Rennen noch theoretische Titelchancen.

## Meldeliste
Alle Teams und Fahrer verwendeten das Chassis Dallara DW12 mit einem Aero-Kit von Dallara und Reifen von Firestone.
| Team                                  | Nr. | Fahrer             | Motor     |
| ------------------------------------- | --- | ------------------ | --------- |
| Penske Motorsports                    | 02  | Juan Pablo Montoya | Chevrolet |
| Team Penske                           | 03  | Hélio Castroneves  | Chevrolet |
| Team Penske                           | 12  | Will Power         | Chevrolet |
| Schmidt Peterson Motorsports          | 07  | Mikhail Aleshin    | Honda     |
| NTT Data Chip Ganassi Racing          | 08  | Ryan Briscoe       | Chevrolet |
| Target Chip Ganassi Racing            | 09  | Scott Dixon        | Chevrolet |
| Target Chip Ganassi Racing            | 10  | Tony Kanaan        | Chevrolet |
| KVSH Racing                           | 11  | Sébastien Bourdais | Chevrolet |
| A. J. Foyt Enterprises                | 14  | Takuma Satō        | Honda     |
| Rahal Letterman Lanigan Racing        | 15  | Graham Rahal       | Honda     |
| KV AFS Racing                         | 17  | Sebastian Saavedra | Chevrolet |
| Dale Coyne Racing                     | 18  | Carlos Huertas     | Honda     |
| Dale Coyne Racing                     | 19  | Justin Wilson      | Honda     |
| Ed Carpenter Racing                   | 20  | Mike Conway        | Chevrolet |
| Andretti Autosport                    | 25  | Marco Andretti     | Honda     |
| Andretti Autosport                    | 27  | James Hinchcliffe  | Honda     |
| Andretti Autosport                    | 28  | Ryan Hunter-Reay   | Honda     |
| Andretti – HVM                        | 34  | Carlos Muñoz       | Honda     |
| Sarah Fisher Hartman Racing           | 67  | Josef Newgarden    | Honda     |
| Schmidt Peterson Hamilton Motorsports | 77  | Simon Pagenaud     | Honda     |
| Novo Nordisk Chip Ganassi Racing      | 83  | Charlie Kimball    | Chevrolet |
| BHA/BBM with Curb Agajanian           | 98  | Jack Hawksworth    | Honda     |

Quelle: 

## Klassifikationen

### Qualifying
| Pos. | Fahrer             | Team                                  | Fahrzeug          | Gruppe 1   | Gruppe 2   | Top 12    | FF6       | Start |
| ---- | ------------------ | ------------------------------------- | ----------------- | ---------- | ---------- | --------- | --------- | ----- |
| 01   | Sébastien Bourdais | KVSH Racing                           | Dallara-Chevrolet | —          | 1:34,4245  | 1:32,0390 | 1:24,1610 | 01    |
| 02   | Josef Newgarden    | Sarah Fisher Hartman Racing           | Dallara-Honda     | —          | 1:36,8122  | 1:33,0795 | 1:24,6787 | 02    |
| 03   | Tony Kanaan        | Target Chip Ganassi Racing            | Dallara-Chevrolet | 1:38,7344  | —          | 1:33,0304 | 1:25,0290 | 03    |
| 04   | Carlos Muñoz       | Andretti – HVM                        | Dallara-Honda     | —          | 1:37,1165  | 1:33,0502 | 1:25,3111 | 04    |
| 05   | Ryan Hunter-Reay   | Andretti Autosport                    | Dallara-Honda     | —          | 1:34,1291  | 1:32,8231 | 1:25,4459 | 05    |
| 06   | Will Power         | Team Penske                           | Dallara-Chevrolet | 1:38,1853  | —          | 1:33,3127 | 1:26,1692 | 06    |
| 07   | Graham Rahal       | Rahal Letterman Lanigan Racing        | Dallara-Honda     | —          | 1:38,0149  | 1:33,3244 | —         | 07    |
| 08   | Justin Wilson      | Dale Coyne Racing                     | Dallara-Honda     | 1:37,8238  | —          | 1:33,3948 | —         | 08    |
| 09   | Simon Pagenaud     | Schmidt Peterson Hamilton Motorsports | Dallara-Honda     | 1:38,2059  | —          | 1:33,5587 | —         | 09    |
| 10   | Carlos Huertas     | Dale Coyne Racing                     | Dallara-Honda     | —          | 1:38,3794  | 1:33,6635 | —         | 10    |
| 11   | Juan Pablo Montoya | Penske Motorsports                    | Dallara-Chevrolet | 1:36,4647  | —          | 1:34,7103 | —         | 11    |
| 12   | Mike Conway        | Ed Carpenter Racing                   | Dallara-Chevrolet | 1:38,4115  | —          | 1:34,8194 | —         | 12    |
| 13   | Mikhail Aleshin    | Schmidt Peterson Motorsports          | Dallara-Honda     | 1:39,4755  | —          | —         | —         | 13    |
| 14   | Sebastian Saavedra | KV AFS Racing                         | Dallara-Chevrolet | —          | 1:39,0743  | —         | —         | 14    |
| 15   | Hélio Castroneves  | Team Penske                           | Dallara-Chevrolet | 1:39,8694  | —          | —         | —         | 15    |
| 16   | Marco Andretti     | Andretti Autosport                    | Dallara-Honda     | —          | 1:39,8368  | —         | —         | 16    |
| 17   | James Hinchcliffe  | Andretti Autosport                    | Dallara-Honda     | 1:41,5197  | —          | —         | —         | 17    |
| 18   | Jack Hawksworth    | BHA/BBM with Curb Agajanian           | Dallara-Honda     | —          | 1:40,0797  | —         | —         | 18    |
| 19   | Ryan Briscoe       | NTT Data Chip Ganassi Racing          | Dallara-Chevrolet | keine Zeit | —          | —         | —         | 19    |
| 20   | Charlie Kimball    | Novo Nordisk Chip Ganassi Racing      | Dallara-Honda     | —          | 1:40,8624  | —         | —         | 20    |
| 21   | Takuma Satō        | A. J. Foyt Enterprises                | Dallara-Honda     | keine Zeit | —          | —         | —         | 21    |
| 22   | Scott Dixon        | Target Chip Ganassi Racing            | Dallara-Chevrolet | —          | keine Zeit | —         | —         | 22    |

Quellen: 

### Rennen
| Pos. | Fahrer             | Team                                  | Fahrzeug          | Runden | Zeit         | Start | Führungsrunden |
| ---- | ------------------ | ------------------------------------- | ----------------- | ------ | ------------ | ----- | -------------- |
| 01   | Scott Dixon        | Target Chip Ganassi Racing            | Dallara-Chevrolet | 90     | 1:52:45,2043 | 22    | 45             |
| 02   | Sébastien Bourdais | KVSH Racing                           | Dallara-Chevrolet | 90     | + 5,3864     | 01    | 38             |
| 03   | James Hinchcliffe  | Andretti Autosport                    | Dallara-Honda     | 90     | + 7,3335     | 17    | 02             |
| 04   | Carlos Muñoz       | Andretti – HVM                        | Dallara-Honda     | 90     | + 9,3551     | 04    | 0              |
| 05   | Graham Rahal       | Rahal Letterman Lanigan Racing        | Dallara-Honda     | 90     | + 11,8508    | 07    | 0              |
| 06   | Will Power         | Team Penske                           | Dallara-Chevrolet | 90     | + 15,9769    | 06    | 0              |
| 07   | Charlie Kimball    | Novo Nordisk Chip Ganassi Racing      | Dallara-Honda     | 90     | + 16,8533    | 20    | 0              |
| 08   | Ryan Briscoe       | NTT Data Chip Ganassi Racing          | Dallara-Chevrolet | 90     | + 17,5020    | 19    | 0              |
| 09   | Simon Pagenaud     | Schmidt Peterson Hamilton Motorsports | Dallara-Honda     | 90     | + 18,6160    | 09    | 0              |
| 10   | Ryan Hunter-Reay   | Andretti Autosport                    | Dallara-Honda     | 90     | + 20,0766    | 05    | 02             |
| 11   | Juan Pablo Montoya | Penske Motorsports                    | Dallara-Chevrolet | 90     | + 21,7366    | 11    | 0              |
| 12   | Josef Newgarden    | Sarah Fisher Hartman Racing           | Dallara-Honda     | 90     | + 22,0987    | 02    | 03             |
| 13   | Mike Conway        | Ed Carpenter Racing                   | Dallara-Chevrolet | 90     | + 23,8352    | 12    | 0              |
| 14   | Mikhail Aleshin    | Schmidt Peterson Motorsports          | Dallara-Honda     | 90     | + 29,8060    | 13    | 0              |
| 15   | Justin Wilson      | Dale Coyne Racing                     | Dallara-Honda     | 90     | + 44,6415    | 08    | 0              |
| 16   | Jack Hawksworth    | BHA/BBM with Curb Agajanian           | Dallara-Honda     | 90     | + 58,7211    | 18    | 0              |
| 17   | Carlos Huertas     | Dale Coyne Racing                     | Dallara-Honda     | 90     | + 1:02,5847  | 10    | 0              |
| 18   | Takuma Satō        | A. J. Foyt Enterprises                | Dallara-Honda     | 89     | + 1 Runde    | 21    | 0              |
| 19   | Hélio Castroneves  | Team Penske                           | Dallara-Chevrolet | 86     | + 4 Runden   | 15    | 0              |
| 20   | Sebastian Saavedra | KV AFS Racing                         | Dallara-Chevrolet | 24     | DNF          | 14    | 0              |
| 21   | Tony Kanaan        | Target Chip Ganassi Racing            | Dallara-Chevrolet | 0      | DNF          | 03    | 0              |
| 22   | Marco Andretti     | Andretti Autosport                    | Dallara-Honda     | 0      | DNF          | 16    | 0              |

Quellen: 

#### Führungsabschnitte
| Abschnitt | Runden | Fahrer             |
| --------- | ------ | ------------------ |
| 1         | 1–25   | Sébastien Bourdais |
| 2         | 26–27  | Ryan Hunter-Reay   |
| 3         | 28–39  | Sébastien Bourdais |
| 4         | 40–61  | Scott Dixon        |
| 5         | 62–64  | Josef Newgarden    |
| 6         | 65     | Sébastien Bourdais |
| 7         | 66–67  | James Hinchcliffe  |
| 8         | 68–90  | Scott Dixon        |

Quellen: 

#### Gelbphasen
| Nr. | Dauer | Runden | Grund für Gelbphase                                                               |
| --- | ----- | ------ | --------------------------------------------------------------------------------- |
| 1   | 1–4   | 4      | Kontakt: Tony Kanaan (#10), Takuma Satō (#14) und Marco Andretti (#25) in Kurve 4 |
| 2   | 37–42 | 6      | Dreher: Ryan Hunter-Reay (#28) in Kurve 12                                        |

Quellen: 

## Punktestände nach dem Rennen

### Fahrerwertung
Die Punktevergabe wird hier erläutert.
| Pos. | Fahrer             | Punkte |
| ---- | ------------------ | ------ |
| 01.  | Will Power         | 548    |
| 02.  | Hélio Castroneves  | 544    |
| 03.  | Ryan Hunter-Reay   | 485    |
| 04.  | Simon Pagenaud     | 484    |
| 05.  | Juan Pablo Montoya | 447    |
| 06.  | Scott Dixon        | 440    |
| 07.  | Carlos Muñoz       | 416    |
| 08.  | Sébastien Bourdais | 400    |
| 09.  | Tony Kanaan        | 389    |
| 10.  | Marco Andretti     | 383    |
| 11.  | Ryan Briscoe       | 368    |
| 12.  | James Hinchcliffe  | 366    |

| Pos. | Fahrer             | Punkte |
| ---- | ------------------ | ------ |
| 13.  | Charlie Kimball    | 343    |
| 14.  | Justin Wilson      | 326    |
| 15.  | Mikhail Aleshin    | 314    |
| 16.  | Josef Newgarden    | 307    |
| 17.  | Jack Hawksworth    | 301    |
| 18.  | Graham Rahal       | 296    |
| 19.  | Carlos Huertas     | 278    |
| 20.  | Takuma Satō        | 246    |
| 21.  | Sebastian Saavedra | 239    |
| 22.  | Mike Conway        | 235    |
| 23.  | Ed Carpenter       | 168    |
| 24.  | Oriol Servià       | 88     |

| Pos. | Fahrer             | Punkte |
| ---- | ------------------ | ------ |
| 25.  | Kurt Busch         | 80     |
| 26.  | J. R. Hildebrand   | 66     |
| 27.  | Sage Karam         | 57     |
| 28.  | Luca Filippi       | 46     |
| 29.  | James Davison      | 34     |
| 30.  | Jacques Villeneuve | 29     |
| 31.  | Alex Tagliani      | 28     |
| 32.  | Townsend Bell      | 22     |
| 33.  | Pippa Mann         | 21     |
| 34.  | Martin Plowman     | 18     |
| 35.  | Buddy Lazier       | 11     |
| 36.  | Franck Montagny    | 8      |